# Henry Cooper (Boxer, 1913)
Henry Charles Cooper (* 22. November 1913 in Melbourne; † 18. Juni 1998) war ein australischer Boxer.

## Werdegang
Henry Cooper nahm an den Olympischen Sommerspielen 1936 in Berlin teil. Im Fliegengewichtsturnier schied er in der ersten Runde gegen den Polen Edmund Sobkowiak durch Knockout aus.